# Aleho Karpenter
Aleho Karpenter i Valmont (26. decembar 1904 – 24. april 1980) bio je kubanski novelista, esejista, i muzikolog koji je snažno uticao na latinoameričku književnost tokom njenog čuvenog perioda „procvata”. Karpenter, rođen u Lozani u Švajcarskoj, odrastao je u Havani na Kubi, i uprkos evropskom rodnom mestu, tokom života se snažno identifikovao kao Kubanac. Ekstenzivno je putovao, posebno u Francusku, Južnu Ameriku i Meksiko, gde je upoznao istaknute članove latinoameričke kulturne i umetničke zajednice. Karpenter se veoma interesovao za latinoameričku politiku i često se usklađivao sa revolucionarnim pokretima, poput komunističke revolucije Fidela Castra na Kubi sredinom 20. veka. Karpenter je bio zatvoren i prognan zbog svojih levičarskih političkih stavova.

## Životopis
Karpenter je bio sin francuskog arhitekte i ruske profesorke jezika. Nedugo nakon rođenja u švajcarskoj Lozani preselili su se u Havanu. Njegov otac i majka bili su naklonjeni muzici. Njegov otac je, pre nego što se opredelio za arhitekturu, učio violončelo kod Paula Kasalsa, a majka je bila dobra klaviriskinja.
Karpenter je u detinjstvu takođe svirao klavir. Osnovnu školu je završio na Kubi, a srednju u Parizu. Potom se vratio u Havanu i počeo da studira arhitekturu. Međutim, ubrzo napušta studije da bi se posvetio novinarstvu; piše o književnosti, o muzici i pozorištu. Pridružuje se naprednoj mladeži u grupi „Petorice” i jedan je od osnivača „Grupe minorista”. Godine 1924. postaje glavni urednik časopisa karteles, a 1927. kourednik časopisa kubanske avangarde „Revista de Avance”. Između 1924. i 1927. organizuje u Havani nekoliko koncerta musica novae. Kao jedan od potpisnika manifesta protiv diktatora Mačada dospeva u zatvor. Tu dovršava svoj prvi roman, „Ekue-Jamba-O”, što je rezultat veze sa afrokubanskim pokretom, koji će šest godina kasnije, 1933, biti prvi put objavljen u Madridu. 
Nakon šest meseci zatvora pušten je na uslovnu slobodu. Ubrzo potom, uz pomoć prijatelja, francuskog pesnika Robera Desnosa, beži u Francusku. U Parizu se povezuje sa nadrealistima, sarađuje u časopisu „La Révolution Suréraliste”, jedno vreme je urednik časopisa „Iman”, piše pesme, nastavlja svoja muzikološka istraživanja, piše nekoliko libreta za scensko-muzička dela i komponuje scensku muziku. Nadrealistima se nikada nije sasvim priklonio, ali je njihov uticaj uočljiv u njegovoj kasnijoj prozi. Odlučujuća je njihova uloga u Karpenterovom otkrivanju latinoameričkog „čuda”. 
Posle jedanaest godina provedenih u Parizu, na početku Drugog svetskog rata, vraća se na Kubu. Tu ubrzo postaje direktor jedne radio stanice i profesor muzike na Havanskom univerzitetu. Na jednom kratkom putovanju na Haiti 1943, nalazi izvore za svoj drugi roman, „Carstvo zemaljsko” (El reino de es te mundo). Od 1945. do 1959. živi u Karakasu, gde opet sarađuje sa radijom i Karakaškim univerzitetom. U tom periodu objavljeni su mu roman „Izgubljene staze” (Los pasos perdidos) i zbirka pripovedaka „Rat vremena” (Guerra del tiempo). Nakon pobede kubanske revolucije vraća se u domovinu. Iste, 1959. godine postaje direktor izdavačke kuće „Editorial Nacional de Cuba”. U poslednjim godinama života radio je u kubanskom diplomatskom predstavništvu u Parizu, gde je i umro 1980. godine.

## Bibliografija
Primarna
- Carpentier, Alejo (1956) El acoso, Editorial Losada, SA, English translation Alfred Mac Adam, The Chase, New York: Farrar, Straus, and Giroux, 1989.
- Carpentier, Alejo, (c. 1970s), "A Conversation with Jean-Paul Sartre", and "About the Real Marvelous American Realities, Part 3", trans.  in "Confluence, Bakhtin, and Alejo Carpentier's Contextos in Selena and Anna Karenina" Carner, Grant Calvin Sr Doctoral Dissertation 1995 (Comparative Literature) University of California at Riverside.
- Carpentier, Alejo (1975), The Baroque and the Marvelous Real
- Carpentier, Alejo (1990), Obras completas: Ensayos, Vol. 13, Mexico: Siglo XII
- Carpentier, Alejo (1972), La música en Cuba, Mexico: Fondo de Cultura Economica
- Carpentier, Alejo (1976), Razón de ser, Caracas: Universidad Central de Venezuela
- Carpentier, Alejo (2004), El reino de este mundo, D.F., México: SEIX BARRAL, ISBN 978-970-749-012-3

Sekundarna
- Belnap, Jeffrey Grant (1993), The Post-Colonial State and the 'Hybrid' Intellect: Carpentier, Ngugi, and Spivak, Irvine, CA: U of California P
- Bergh, Klasu Müller (1972), Asedios a Carpentier, Santiago de Chile: Editorial Universitaria
- Colchie, Thomas (1991), A Hammock Beneath the Mangoes: Stories from Latin America, Plume, ISBN 978-0-452-26866-1
- Echevarría, Roberto González (1990), Alejo Carpentier, the Pilgrim at home, Cornell University Press, ISBN 978-0-8014-1029-1
- Gosser Esquilín, Mary Ann (1997). „Caribbean Identities Reconstructed and Redefined in Women's Narrative Texts: Marie Chauvet, Myriam Warner-Vieyra, and Ana Lydia Vega”. Latin American Issues. 13 (2). Архивирано из оригинала 18. 7. 2002. г.
- Kaup, Monika (2005), „Becoming-Baroque: Folding European forms into the New World baroque with Alejo Carpentier” (Subscription required), CR: The New Centennial Review, 5 (2): 107—149, doi:10.1353/ncr.2005.0043, Приступљено 3. 12. 2010
- Janney, Frank (1981), Alejo Carpentier and his Early Works, London: Tamesis Books Unlimited, ISBN 978-0-7293-0062-9
- Mocega-González, Esther P. (1975), La narrativa de Alejo Carpentier : el concepto del tiempo como tema fundamental, New York: Eliseo Torres
- Navarro, Gabriel (1999), Musica y escrita en Alejo Carpentier, Alicante: Universidad de Alicante, ISBN 978-84-7908-476-9
- Paravisini-Gebert, Lizabeth (leto 2004), „The Haitian Revolution in Interstices and Shadows: A re-reading of Alejo Carpentier's "The Kingdom of This World"”, Research in African Literatures, 35 (2): 114—127, JSTOR 3821348, doi:10.1353/ral.2004.0052
- Piper, David (1984), A-Z of Art & Artists, London: Michell Beazeley, ISBN 978-0-949819-49-9
- Wakefield, Steve (2004), Capentier's Baroque Fiction: Returning Medusa's gaze, Great Britain: The Cromwell Press, ISBN 978-1-85566-107-3
- Shaw, Donald (1985), Alejo Carpentier, Boston, MA: Twayne Publishers P

## Literatura
- Adams, Michael Ian (1975). Three authors of Alienation: Bombal, Onetti, Carpentier. Austin: University of Texas Press. ISBN 0-292-78009-5.,
- Echevarría, Roberto González Alejo Carpentier : Bibliographical guide. 1983. ISBN 0-313-23923-1., Westport, Conn.: Greenwood Press,
- Brennan, Timothy (Ed. 2001) Alejo Carpentier Music in Cuba: Edited and with and Introduction by Timothy Brennan. ISBN 978-0-8166-3229-9., translated by Alan West-Durán, Minneapolis: University of Minnesota Press,
- Carner, Grant Calvin Sr (1995) "Confluence, Bakhtin, and Alejo Carpentier's Contextos in Selena and Anna Karenina" Doctoral Dissertation (Comparative Literature) University of California at Riverside.
- Cox, Timothy J. (2001) Postmodern Tales of Slavery in the Americas : From Alejo Carpentier to Charles Johnson, New York: Garland.
- Francis, N.The origin of music in Los pasos perdidos. Revista transcultural de música/Transcultural Music Review (2013)
- Giffuni, Cathe (1993) "An English Bibliography of Alejo Carpentier," Cuban Studies 22.  Pittsburgh: University of Pittsburgh Press, (Ed. Jorge I. Dominguez) 1992, pp. 219–229.
- Harvey, Sally (1994). Carpentier's Proustian Fiction : The Influence of Marcel Proust on Alejo Carpentier. London: Tamesis Books. ISBN 1-85566-034-2.,
- Janney, Frank (1981). Alejo Carpentier and his Early Works. London: Tamesis Books. ISBN 0-7293-0062-5.,
- King, Lloyd (1972) Alejo Carpentier : His Euro-Caribbean Vision, St. Augustine, Trinidad: Research & Publications Fund Committee.
- Pancrazio, James J. (2004) The Logic of Fetishism : Alejo Carpentier and the Cuban Tradition, Lewisburg: Bucknell University Press.
- Pérez Firmat, Gustavo. The Cuban Condition: Translation and Identity in Modern Cuban Literature. Cambridge: Cambridge University Press, 1989. Rpt. 1997, 2006.
- Pérez Firmat, Gustavo. “„Ese idioma”. Symposium. 61 (3): 183—197. 2007.: Alejo Carpentier’s Tongue Ties.”  . Reprinted as: “Ese idioma: a(s) língua(s) enredada(s) de Alejo Carpentier.” No reino de Alejo Carpentier: doze ensaios críticos. Ed. Elena Palmero González. Rio Grande: Editora de Furg, 2010. 147–170.
- Shaw, Donald, (1985). Alejo Carpentier. ISBN 0-8057-6606-5. Twayne World Author's Series,
- Tusa, Bobs (1983). Alchemy of a hero : a Comparative Study of the Works of Alejo Carpentier and Mario Vargas Llosa. ISBN 84-7274-099-4., Valencia; Chapel Hill : Albatros Hispanofila,
- Tusa, Bobs, (1982). Alejo Carpentier, a Comprehensive Study. ISBN 84-7274-090-0., Valencia; Chapel Hill : Albatros Hispanofila,
- Wakefield, Steve (2004). Carpentier's Baroque fiction : Returning Medusa's Gaze. Tamesis Books. ISBN 978-1-85566-107-3.,
- Webb, Barbara (1992) Myth and History in Caribbean Fiction : Alejo Carpentier, Wilson Harris, and Edouard Glissant, Amherst: University of Massachusetts Press.
- Young, Richard E. (1983) Carpentier, El reino de este mundo.
- Acosta, Leonardo (1981) Música y épica en la novela de Alejo Carpentier.
- Ainsa, Fernando, (2005) Alejo Carpentier ante la crítica.
- Arias, Salvador (1977) Recopilación de textos sobre Alejo Carpentier.
- Barroso, Juan (1977) Realismo mágico y lo real maravilloso en El reino de este mundo y El siglo de las luces.
- Bergh, Klaus Müller (1972) Alejo Carpentier : Estudio biográfico-critico.
- Bergh, Klaus Müller (1972) Asedios a Carpentier.
- Birkenmaier, Anke (2006) Alejo Carpentier y la cultura del surrealismo en América Latina.
- Blanco, Luis (1970) Alejo Carpentier : tientos y differencias.
- Calahorro,Inmaculada López (2006) Alejo Carpentier y el mundo clasico.
- Chaple, Sergio (2004) Estudios carpenterianos.
- Collard, Patrick (1991) Cómo leer a Alejo Carpentier.
- Corry, Leo (2020) Concierto Barroco de Alejo Carpentier - Una guía para su lectura, Tel Aviv University.
- Cvitanovic, Dinko (1997) Carpentier : una revisión lineal.
- Duno-Gottberg, Luis (2003) "Solventando las diferencias: La ideología del mestizaje en Cuba", Iberoamericana – Frankfurt am Main, Vervuert, Madrid.
- Echevarría, Roberto González (1993) Alejo Carpentier, el peregrino en su patria.
- Echevarría, Roberto González (2004) Alejo Carpentier, el peregrino en su patria.
- Fama, Antonio (1995) Las últimas obras de Alejo Carpentier.
- Fowler, Víctor (2004) Diccionario de conceptos de Alejo Carpentier.
- González, Eduardo (1978) Alejo Carpentier : el tiempo del hombre.
- Labastida, Jaime (1974) Casa de las Américas, no.87, "Con Alejo Carpentier".
- Martí, José (1974) Un camino de medio siglo : Homenaje nacional al 70 aniversario de Alejo Carpentier.
- Mayo, Edmundo Gómez, Construcción y lenguaje en Alejo Carpentier.
- Mocega-González, Esther P. (1980) Alejo Carpentier : estudios sobre su narrativa.
- Mocega-González, Esther P. (1975) La narrativa de Alejo Carpentier : el concepto del tiempo como tema fundamental.
- Mujica, Héctor (1975) Conversación con Alejo Carpentier.
- Padura, Leonardo (2002) Un camino de medio siglo : Alejo Carpentier y la narrativa de lo real maravilloso.
- Pickenhayn,Jorge Oscar (1978) Para leer a Alejo Carpentier.
- Plaza, Sixto (1984) El acá y el allá en la narrativa de Alejo Carpentier.
- Sáinz, Enrigue (1980) Conversación con Alejo Carpentier.
- Santander, Carlos (1971) Alejo Carpentier: Viaje a la Semilla y otros relatos.
- Selma, José Vila (1978) El "último" Carpentier.
- Rodríguez, Alexis Márquez (1982) Lo barroco y lo real-maravilloso en la obra de Alejo Carpentier.
- Rodríguez, Alexis Márquez (2004) Nuevas lecturas de alejo Carpentier.
- Zurdo, Oscar Velayos (1985) El diálogo con la historia de Alejo Carpentier.

## Spoljašnje veze
- „Lettres de Cuba, Alejo Carpentier”. Архивирано из оригинала 25. 11. 2007. г. Приступљено 18. 04. 2020.